# فؤاد عارف (لاعب كرة قدم)
فؤاد عارف مواليد 5 أغسطس 1954، هو لاعب كرة قدم سوري سابق.

## روابط خارجية
- فؤاد عارف على موقع أوليمبيديا (الإنجليزية)